# 黑尔
黑尔是德国莱茵兰-普法尔茨州的一个市镇。总面积2.83平方公里，总人口277人，其中男性139人，女性138人（2011年12月31日），人口密度98人/平方公里。